# Cleistanthus insignis
Cleistanthus insignis är en emblikaväxtart som beskrevs av Airy Shaw. Cleistanthus insignis ingår i släktet Cleistanthus och familjen emblikaväxter. Inga underarter finns listade i Catalogue of Life.